# Jenrry Mejía
Jenrry Manuel Mejía (* 11. Oktober 1989 in Azua, Dominikanische Republik) ist ein dominikanischer Baseballspieler, der fünf Spielzeiten in der Major League Baseball bei den New York Mets spielte.
Im Februar 2016 wurde Mejía zum dritten Mal des Dopings mit anabolen Steroiden überführt und ist der erste Spieler, der nach Ausweitung der Sanktionen für solche Vergehen im Jahre 2014 lebenslang von der MLB gesperrt wurde.

## Karriere
Mejía erhielt am 4. April 2007 seinen ersten Profivertrag bei den New York Mets und spielte bis in das Jahr 2010 hinein bei verschiedenen Minor League Teams des Franchise, zuletzt bei den Buffalo Bisons.
Sein Debüt in der MLB gab Mejía am 7. April 2010, kam in der MLB-Saison 2010 33 Mal zum Einsatz und beendete die Spielzeit mit einem Win–Loss-Verhältnis von 0:4 und einem ERA von 4,62. Aufgrund der überschaubaren Leistungen wurde er in der Saison 2011 wieder in die International League nach Buffalo zurückversetzt. Nach nur fünf Spielen war das Jahr für Mejía allerdings beendet, da er sich einer Tommy John Surgery unterziehen musste und im Anschluss bis Mai 2012 ausfiel.
Seine zweite Chance bekam Mejía in der obersten Spielklasse zum Ende der Saison 2012, als er im September bei fünf Einsätzen 16 Innings pitchen durfte. Am 24. September 2012 verbuchte er dann auch seinen ersten Win beim 6:2-Heimerfolg über die Pittsburgh Pirates. Nach nur fünf Spielen in 2013 war Mejía in der Saison 2014 dann 63 Mal für die Mets auf dem Mound, davon sieben Mal als Starting Pitcher und konnte in dieser Spielzeit alle sein 28 Saves erringen. 

## Dopingvergehen und Sperren
Am 11. April 2015 wurde bekanntgegeben, dass Mejía für 80 Spiele gesperrt wurde, nachdem er positiv auf das synthetische anabole Steroid Stanozolol getestet wurde. Nach Ablauf der Sperre kam er dann im Juli 2015 noch 15 Mal als Closer bei den Mets zum Einsatz. Zwei Tage nach seinem letzten Spiel am 26. Juli 2015 gegen die L.A. Dodgers verkündete die MLB, Mejía erneut des Dopings überführt zu haben. Neben Stanozolol konnte ihm nun auch der Gebrauch von Boldenon, ebenfalls ein anaboles Steroid, nachgewiesen werden. Gemäß dem im März 2014 aktualisierten Strafenkatalog für Steroidmissbrauch wurde der Spieler daraufhin für eine ganze Saison (162 Spiele) gesperrt.
Im Januar 2016 verlängerten die Mets den Vertrag mit Mejía um ein weiteres Jahr mit einem Jahresgehalt von rund 2,6 Mio. USD in dem Wissen, dass er noch eine 99 Spiele andauernde Sperre abzusitzen hatte und während dieser Zeit sein Gehalt nicht bezahlt werden muss bzw. darf. Am 12. Februar 2016 verkündete die MLB, Mejía erneut positiv auf Boldenon getestet zu haben. Da es sich um den dritten positiven Test auf anabole Steroide handelte, wurde der Spieler gemäß den vereinbarten Sanktionen auf Lebenszeit von der MLB ausgeschlossen.
Mejía wehrt sich gemeinsam mit seinem Anwalt in der Öffentlichkeit gegen seine Verbannung und behauptet, seine Sperre sei eine von den Offiziellen der MLB koordinierte Aktion gewesen. Er sei Opfer einer Hexenjagd geworden und die Spielervereinigung habe ihn ebenfalls nicht so unterstützt, wie es zu erwarten gewesen wäre. Mejias Anwalt erklärte in dessen Namen in einem Interview weiter, nur der erste Dopingtest wäre positiv gewesen, das Ergebnis des zweiten hingegen unklar. Daraufhin habe man ihn mit der Drohung unter Druck gesetzt, man würde einen Weg für einen dritten positiven Test finden, wenn er gegen die Bestrafung für den zweiten Test Berufung einlegen sollte. MLB-Commissioner Rob Manfred widersprach den Anschuldigungen von Mejias Anwalt, diese hätten keinerlei sachliche Grundlage.
Prinzipiell kann der Spieler gemäß der Anti-Drogen-Richtlinie der MLB nach einem Jahr die Aufhebung seiner Sperre beim Commissioner beantragen, die Mindeststrafe allerdings liegt bei zwei Jahren, so dass er frühestens 2018 wieder in die MLB zurückkehren könnte. Die Tatsache, dass er Funktionären der MLB eine Verschwörung gegen sich vorwirft, lassen an einer Begnadigung durch den Commissioner der MLB allerdings stark zweifeln. Commissioner Manfred selber versichert, sollte Mejía einen Antrag auf Wiedereinstellung stellen, würde dieser fair geprüft. Allerdings betont er, dass es nie gut für eine Beziehung sei, wenn man sich an die Öffentlichkeit wende und dort Sachen sage, die nicht der Wahrheit entsprechen.